# Communauté de communes du Pays mornantais
 (décembre 2017).
Si vous disposez d'ouvrages ou d'articles de référence ou si vous connaissez des sites web de qualité traitant du thème abordé ici, merci de compléter l'article en donnant les références utiles à sa vérifiabilité et en les liant à la section « Notes et références ».
La communauté de communes du Pays mornantais (COPAMO) est une structure intercommunale située dans le département du Rhône en région Auvergne-Rhône-Alpes.

## Géographie
La COPAMO est située dans le Sud du département du Rhône, au sud-ouest de Lyon. Son siège est basé au Clos Fournereau, Route de Saint-Laurent-d'Agny à Mornant.

## Historique
Elle est composée de 11 communes rurales pour un total de près de 28 000 habitants (en 2015).
La COPAMO est un établissement public de coopération intercommunale
(EPCI) créée par un arrêté préfectoral le 26 décembre 1996, qui a succédé à l'ancien syndicat intercommunal à vocations multiples (SIVOM) de la région de Mornant.
Le 1er janvier 2017, Saint-Didier-sous-Riverie, Saint-Maurice-sur-Dargoire et Saint-Sorlin fusionnent pour former la commune nouvelle de Chabanière, réduisant l'intercommunalité de 16 à 14 communes.
Le 1er janvier 2018, d'une part, Saint-Andéol-le-Château, Chassagny et Saint-Jean-de-Touslas fusionnent pour former la commune nouvelle de Beauvallon et, d'autre part, Sainte-Catherine rejoint la communauté de communes des monts du Lyonnais, réduisant l'intercommunalité de 14 à 11 communes.

## Composition
La communauté de communes est composée des 11 communes suivantes :

| Nom                  | Code Insee | Gentilé        | Superficie (km2) | Population (dernière pop. légale) | Densité (hab./km2) |
| -------------------- | ---------- | -------------- | ---------------- | --------------------------------- | ------------------ |
| Mornant (siège)      | 69141      | Mornantais     | 15,76            | 6 261 (2022)                      | 397                |
| Beauvallon           | 69179      |                | 24,85            | 4 198 (2022)                      | 169                |
| Chabanière           | 69228      |                | 34,87            | 4 274 (2022)                      | 123                |
| Chaussan             | 69051      | Chaussanais    | 7,89             | 1 215 (2022)                      | 154                |
| Orliénas             | 69148      | Orliénasiens   | 10,42            | 2 633 (2022)                      | 253                |
| Riverie              | 69166      | Rampognauds    | 0,42             | 307 (2022)                        | 731                |
| Rontalon             | 69170      | Rontalonnais   | 12,67            | 1 167 (2022)                      | 92                 |
| Saint-André-la-Côte  | 69180      | Saint-Andréens | 4,77             | 274 (2022)                        | 57                 |
| Saint-Laurent-d'Agny | 69219      | Laurendagniens | 10,55            | 2 120 (2022)                      | 201                |
| Soucieu-en-Jarrest   | 69176      | Jarreziens     | 14,2             | 4 652 (2022)                      | 328                |
| Taluyers             | 69241      |                | 8,09             | 2 657 (2022)                      | 328                |